# Franz Helmis
Franz Helmis (* 23. November 1899; † 5. September 1986) war ein deutscher Sportfunktionär.

## Werdegang
Helmis stammte aus Nürnberg. Dort war er 1925 Mitbegründer des TC Noris Weiß-Blau. Als aktiver Spieler gewann er dreimal die Bayerischen Meisterschaften. Im Alter von 33 Jahren begann seine Tätigkeit als Funktionär. Von 1949 bis 1958 war er Präsident des Bayerischen Tennis-Verbandes. Daneben war er sieben Jahre als Schatzmeister des Deutschen Tennis Bundes (DTB) und von 1958 bis 1967 dessen Präsident.
Die deutschen Mannschaftstennismeisterschaften der Jungsenioren wurden nach ihm Große Franz Helmis-Spiele benannt, die seit 1987 stattfinden.

## Ehrungen
- 1967: Großes Verdienstkreuz der Bundesrepublik Deutschland
- Ehrenpräsident des Deutschen Tennis Bundes
- Goldene Ehrennadel des Deutschen Tennis Bundes
- Goldene Ehrennadel des Bayerischen Tennis-Verbandes
- Goldene Ehrennadel des Bayerischen Landessport-Verbandes